# Иосиф (Тодоровский)
Митрополи́т Ио́сиф (макед. Митрополитот Јосиф; в миру Йовица Тодоровский, макед. Јовица Тодоровски; род. 21 января 1982, Скопье, Македония) — епископ Македонской православной церкви, митрополит Тетовский и Гостиварский.

## Биография
Родился 21 января 1982 года в Скопье в бедной семье. С двухлетнего возраста жил в приёмной семье. Детство провел в доме для детей, оставшихся без родителей, в Скопье.
В 1997 году завершил среднее образование и поступил в македонскую православную семинарию Климента Охридского в Скопье, которую успешно окончил в 2002 году.
Поступил в братство Бигорского монастыря Иоанна Крестителя. Одновременно с этим для получения высшего богословского образования поступил на богословский факультет Святого Климента Охридского в Скопье.
10 сентября 2003 года митрополитом Дебарско-Кичевским Тимофеем (Йовановским) был пострижен в монашество, а в 2004 году рукоположен в сан иеродиакона, а 7 июля 2006 года — в сан иеромонаха.
В 2010 год окончил богословский факультет Святого Климента Охридского в Скопье, который окончил, защитив дипломную работу «Богородица — почеток на Новиот Завет».
28 июня 2012 года был избран для рукоположения в сан епископа Величского, викария Скопской архиепископии.
3 июля 2012 года поставлен игуменом монастыря Святого Наума.
12 июля того же года в церкви святых Петра и Павла в Скопье митрополитом Стефаном (Веляновским) возведён в достоинство архимандрита.
6 октября 2012 года в Монастыре святого Пантелеймона и Светого Климента в Плаошнике состоялось его наречение.
7 октября 2012 года в Софийском кафедральном соборе в Скопье возглавил его хиротонию в сан епископа Величского . Хиротония совершил архиепископ Стефан (Веляновский) в сослужении с членами Архиерейского Синода.
После кончины митрополита Полошско-Кумановского Кирилла, уплавляемая им митрополия 17 сентября 2013 года была поделена на две части. Для управления одной из которых — Тетовскую и Гостиварскую (Полошскую) был избран епископ Иосиф (Тодоровский).
3 ноября 2013 года в соборном храме святых Кирилла и Мефодия в Тетове состоялась его интронизация.